# فريتز يوهانسون
فريتز يوهانسون (بالسويدية: Fritz Johansson)‏ هو مصارع هاوي سويدي، ولد في 27 مايو 1893 في Arlöv ‏ في السويد، وتوفي في 19 سبتمبر 1971 في مالمو في السويد.

## وصلات خارجية
- فريتز يوهانسون على موقع أوليمبيديا (الإنجليزية)
- فريتز يوهانسون على موقع اللجنة الأولمبية السويدية (السويدية)